# Cornouiller de Suède
Cornus suecica
Espèce
Classification APG III (2009)
Le Cornouiller de Suède (Cornus suecica) est une espèce de plantes herbacées vivaces de la famille des Cornaceae.

## Répartition et habitat
Plante boréale répandue à travers les régions froides de l'hémisphère nord, cette plante rhizomateuse colonise généralement les lieux ouverts tels les rochers, les falaises ainsi que les rivages.[réf. nécessaire]

## Galerie

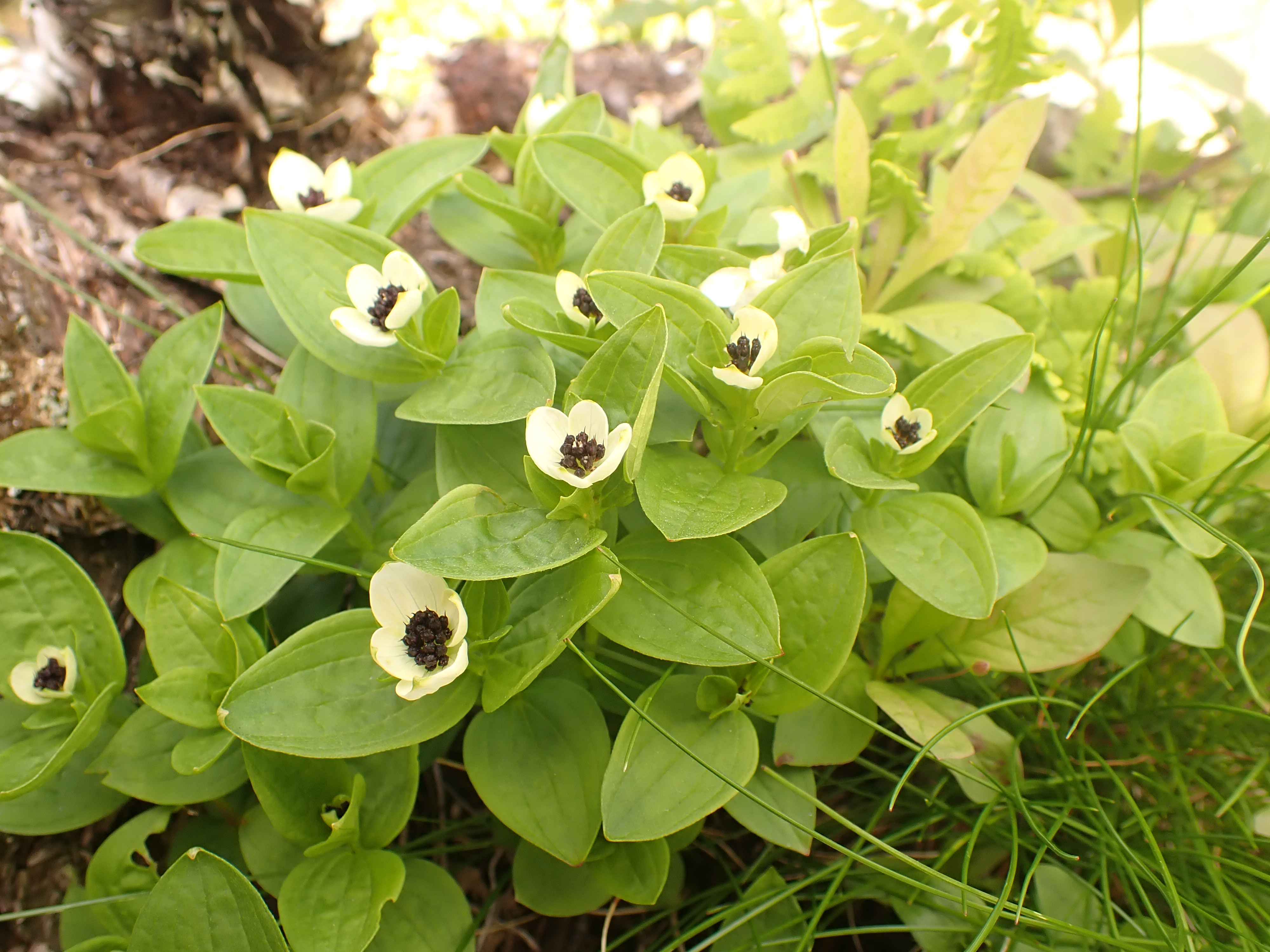
Floraison en juin dans les îles Lofoten (Norvège).
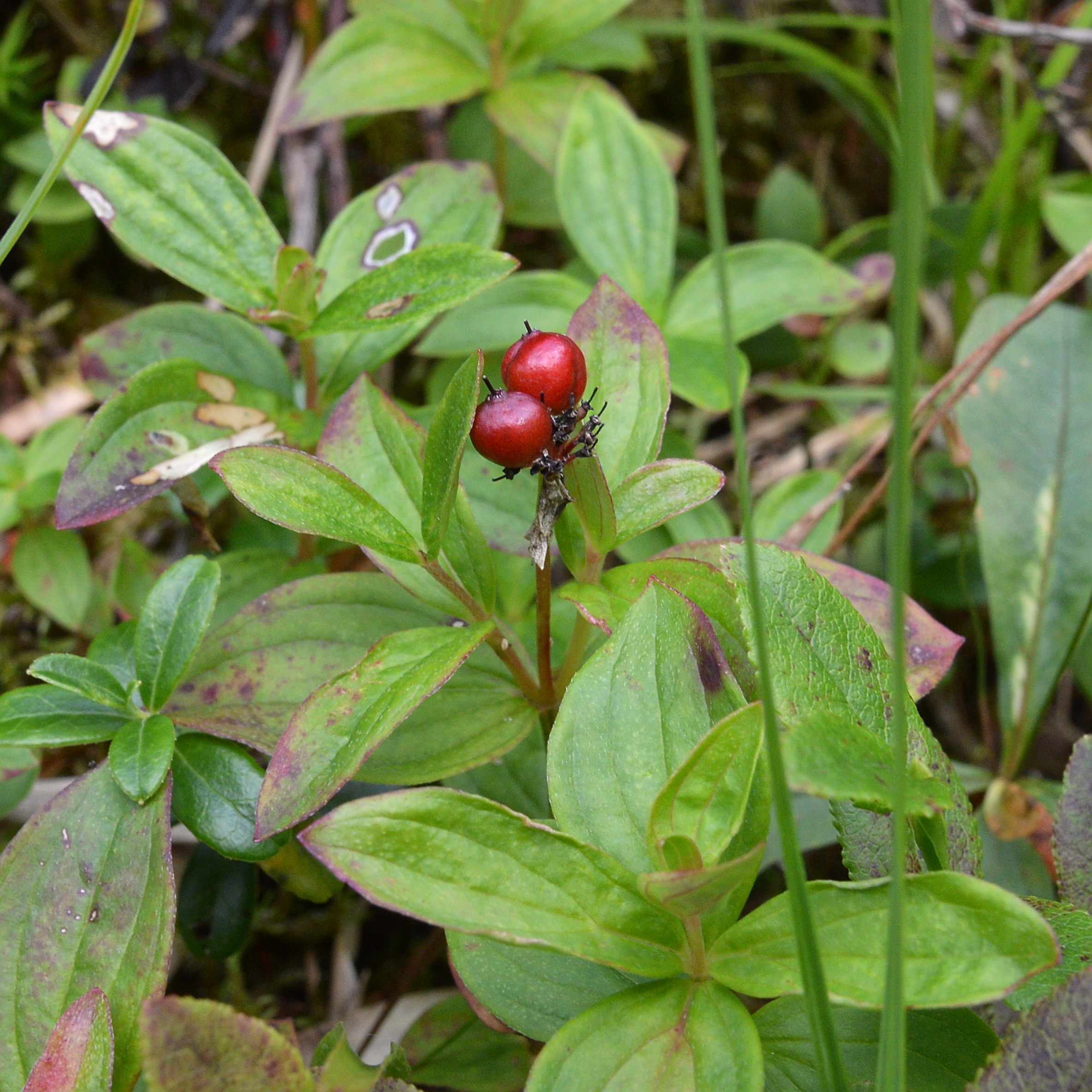
Infrutescence, fin juillet, à Bergen (Norvège).

## Dénomination
Ce taxon porte en français le nom vernaculaire ou normalisé suivant : Cornouiller de Suède.

## Systématique
Le nom correct complet (avec auteur) de ce taxon est Cornus suecica L..
Cornus suecica a pour synonyme :
- Chamaepericlymenum suecicum (L.) Asch. & Graebn.